# بازی‌های سنتی ایران
کشور ایران بازی‌ها، ورزش‌ها و هنرهای رزمی سنتی بسیاری دارد که قدمت آن‌ها به هزاران سال پیش بازمی‌گردد. بسیاری از این بازی‌ها به دلیل شهرنشینی، ظهور بازی‌های رایانه‌ای و بیش از همه، بی‌توجهی به نهادهای فرهنگی شروع به از بین رفتن کرده‌اند.

## تاریخچه
در بازی‌های آسیایی ۱۹۷۴، برخی از بازی‌های سنتی ایرانی به میزبانی ایران به عنوان راهی برای نشان دادن فرهنگ سنتی ایرانی برای هم‌زیستی با فرهنگ مدرن غربی به نمایش گذاشته شد.

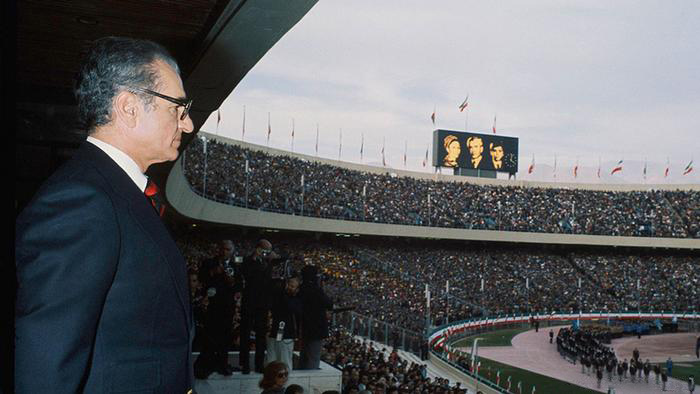
محمدرضا پهلوی افتتاح‌کنندهٔ بازی‌های آسیایی ۱۹۷۴ بود.

ابن بازی‌ها برای نخستین بار در خاورمیانه برگزار می‌شدند. مجموعهٔ ورزشی آریامهر تهران میزبان اصلی این بازی‌ها بود. این مجموعه و همین‌طور ورزشگاه فرح برای این بازی‌ها ساخته شدند. تهران میزبان ۳٬۰۱۰ ورزشکار از ۲۵ کشور بود که بیشترین شمار شرکت‌کنندگان از آغاز برگزاری بازی‌های آسیایی تا آن دوره بود. در این دوره، از فناوری‌های پیشرفته‌ای مانند پیست مصنوعی و دوربین‌های فتوفینیش استفاده شد. برخی کارشناسان از این دوره به عنوان باشکوه‌ترین بازی‌های آسیایی برگزار شده تا زمان المپیک ۱۹۸۸ سئول نام برده‌اند. ویژگی دیگر این دوره از بازی‌ها سطح بالای امنیتی آن به‌خاطر وقوع حادثه المپیک مونیخ ۱۹۷۲ و حضور اسرائیل در این دوره از بازی‌ها بود. در این دوره ۲۰۲ مدال طلا در ۱۶ رشته ورزشی توزیع شد که ایران، میزبان بازی‌ها با ۳۶ مدال طلا پس از ژاپن و بالاتر از چین، به مقام دوم رسید.

## بازی‌های سنتی

### هفت‌سنگ
در بازی هفت‌سنگ، شمار بازیکنان ۴ تا ۱۶ نفر است و همان‌طور که از نام‌اش پیداست، با روی هم گذاشتن هفت تکه سنگ صاف و هموار از بزرگ به کوچک بازی شروع می‌شود.

### رقص چوب
پیشینهٔ آیین رقص چوب یا چوب‌بازی به ایران باستان بازمی‌گردد. آنچه امروزه به عنوان رقص چوب شناخته می‌شود، ادامهٔ رقص شمشیر است که ایرانیان باستان برای استمرار آمادگی دفاعی مبارزان خود در زمان صلح با آن به تقویت روحیه و آمادگی دفاعی نیروهای خود کمک می‌کردند.

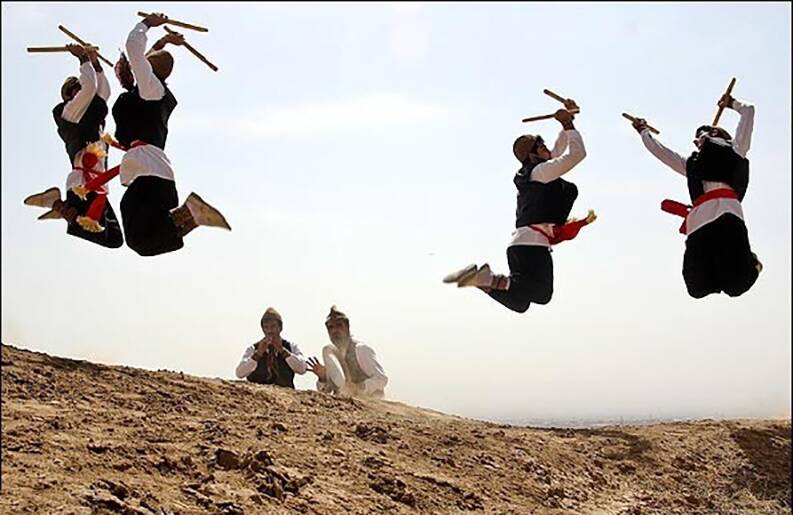
رقص چوب خراسان، سبزوار

## هنرهای رزمی

### پهلوانی
آیین‌های پهلوانی و زورخانه‌ای نامی است که در یونسکو به ورزش پهلوانی ایران نسبت داده می‌شود. ورزش زورخانه‌ای، مجموعه‌ای از حرکات ورزشی و رزمی است که در گود زورخانه و با آواز و نواز و گویش مرشد انجام می‌شود. در خارج از ایران، زورخانه‌ها در آذربایجان و افغانستان نیز به چشم می‌خورند. زورخانه در حدود هفتصد سال پیش (در سدهٔ هفتم خورشیدی) به وسیلهٔ پهلوان محمود خوارزمی مشهور به پوریای ولی با سازوکار امروزی بازسازمان‌دهی شد. جایگاه زورخانه پس از اسلام، در زنده‌کردن فرهنگ و آیین افتادگی و برادری که از ایران باستان در ایران رواج داشته است، اهمیت ویژه‌دارد.

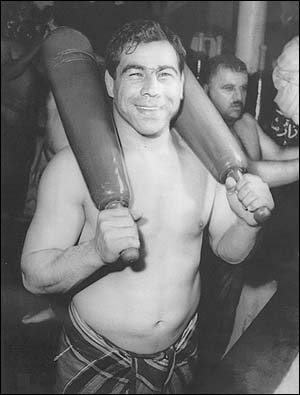
غلامرضا تختی، پهلوان و کشتی‌گیر ایرانی

## بازی‌های تخته‌ای

### شطرنج
شطرنج تاریخی ایران شکلی قدیمی از شطرنج امروزی است که در حدود ۱۰۰۰ سال پیش، از هند وارد ایران شده است و در میان ایرانیان و مردم خاورمیانه محبوب شد. شطرنج امروزی، ارتقا یافته این شطرنج است.

## بازی‌های توپی
چوگان ایرانی سرمنشاء بازی چوگان امروزی است. تاریخ این بازی به میانه هزاره نخست پیش از میلاد بر می‌گردد که میان سرزمین‌های کنونی فلات ایران محبوبیت زیادی داشته است. مردم بریتانیا در انتقال و انتشار این بازی به اروپا نقش مهم داشتند.